# Elihu Root
Elihu Root (Clinton, estado de Nueva York, 15 de febrero de 1845-Nueva York, 7 de febrero de 1937) fue un político estadounidense.
Estudió en el Hamilton College de Clinton. Miembro del Partido Republicano, fue Secretario de Guerra (de 1899 a 1903, siendo presidente William McKinley) y secretario de Estado, siendo presidente Theodore Roosevelt, de 1905 a 1909, llegando a negociar hasta 75 tratados. Fue senador republicano por el Estado de Nueva York entre 1909 y 1915.
Fue responsable de la ampliación de West Point y estableció el Colegio de Guerra de la Armada. Fue miembro del Tribunal de Fronteras de Alaska (1903). 
Con el propósito de asistir a la III Conferencia Panamericana  el 4 de julio de 1904 a bordo del Charleston zarpó del puerto de Nueva York, realizó su primera escala en Puerto Rico y bordeó las costas de Brasil hasta Río de Janeiro sede de la citada conferencia. Durante seis semanas se trataron asuntos relacionados con la libre navegación de los ríos, la reorganización de la oficina internacional de las repúblicas americanas, adhesión al principio del arbitraje, promoción de las relaciones comerciales, unificación de las leyes aduaneras, de las patentes y marcas de comercio, de la policía sanitaria y cuarentenas, propiedad literaria y apoyo a la construcción del ferrocarril panamericano. Asimismo, se abordó la cuestión del cobro de deudas por la fuerza. El representante argentino Luis María Drago mostró su oposición a estas acciones, que se habían vuelto frecuentes, y su discurso quedó plasmado en la doctrina que lleva su nombre. 
Una vez concluidos los trabajos de la conferencia, Root inició un viaje de buena voluntad de regreso a Washington. El Charleston siguió las costas sudamericanas lo que permitió a Root arribar a las ciudades capitales que no se encontraban lejos de la costa. Visitó Montevideo, Buenos Aires, Santiago, Lima, Bogotá y Panamá. Una de sus metas era llevar un mensaje de paz y colaboración continental, con el fin de contrarrestar los sentimientos antiestadounidenses, mediante un mayor acercamiento y una mejor disposición hacia América Latina. 
Al asumir como Secretario de Estado Root adoptó una diplomacia basada “en mantener al país fuera de conflictos europeos” y siguió una política fundada en estrechar la relación con América Latina. Algunos estudiosos lo consideran como el precursor de la Política de buena vecindad.
Fue consejero de la Comisión de Pesquerías del Atlántico Norte (1910), presidente de la Fundación Carnegie para la Paz Internacional (1910-1925) y miembro del Tribunal de Arbitraje Permanente (1910). Estuvo entre los fundadores del Instituto Estadounidense de Leyes en 1923. Participó como jurista en la creación de la Corte Permanente de Justicia Internacional, dependiente de la Sociedad de Naciones (1920-1921).
En 1912 fue galardonado con el premio Nobel de la Paz.